# Syllepte banosalis
Syllepte banosalis là một loài bướm đêm trong họ Crambidae.